# اوکالیپتوس جویباری
اوکالیپتوس جویباری (نام علمی: Eucalyptus robusta) نام یک گونه از سرده اوکالیپتوس است.